# Piacenza Football Club 2003-2004
Questa pagina raccoglie le informazioni riguardanti il Piacenza Football Club nelle competizioni ufficiali della stagione 2003-2004.

## Stagione
Nella stagione 2003-2004 a Piacenza Cagni è stato confermato in panchina, nonostante la retrocessione. Sul mercato sono stati ceduti Eusebio Di Francesco e Dario Hübner, rimpiazzati da giocatori poco conosciuti o in cerca di rilancio. In campionato il Piacenza è stazionato stabilmente nei quartieri alti della classifica, al termine del girone di andata i biancorrossi sono quarti con 37 punti, poi l'obiettivo dei play-off sfuma tuttavia, nel finale di stagione, principalmente per la rimonta compiuta dalla Fiorentina, anche se nel girone di ritorno il Piacenza ha raccolto solo 31 punti, un vero peccato, visto che le promozioni in questa stagione erano cinque dirette, più una sesta che spareggia con la quart'ultima di Serie A. Miglior realizzatore piacentino di questa stagione Luigi Beghetto con 15 reti.
Per quanto riguarda la Coppa Italia dopo aver disputato la prima giornata dei gironi di qualificazione, c'è stata la protesta dei club di Serie B, contro la riforma del campionato cadetto, che ha portato a 24 le squadre partecipanti al campionato. Le società che hanno aderito alla protesta si sono rifiutate di scendere in campo, nei restanti due turni. Il Giudice sportivo ha sanzionato questa condotta, che vìola le norme federali, con la perdita (0-3) delle gare ed una penalizzazione in classifica. Anche il Piacenza ha aderito alla protesta.
Prima di Piacenza-Genoa, ultima gara del campionato, finito in calando, la società annuncia la mancata riconferma di Cagni per la prossima stagione, a causa di incomprensioni con la dirigenza.

## Divisa e sponsor
Il fornitore ufficiale di materiale tecnico per la stagione 2003-2004 fu Lotto, mentre per la prima volta compare sulle maglie il logo Unicef, a cui la società devolve il 7,5% degli incassi e degli attivi societari.
| Prima divisa | Seconda divisa | Terza divisa |

## Organigramma societario
Area direttiva
- Presidente: Fabrizio Garilli
- Vicepresidente: Agostino Guardamagna
- Direttore generale: Maurizio Riccardi[5]

Area tecnica
- Responsabile dell'area tecnica: Fulvio Collovati
- Direttore sportivo: Antonio De Vitis[8]
- Allenatore: Luigi Cagni
- Allenatore dei portieri: Gian Nicola Pinotti
- Allenatore Primavera: Giorgio Papais

## Rosa[6]
| N. |                    | Ruolo | Calciatore         |
| -- | ------------------ | ----- | ------------------ |
| 1  | Italia (bandiera)  | P     | Paolo Orlandoni    |
| 3  | Italia (bandiera)  | D     | Ruggero Radice     |
| 5  | Italia (bandiera)  | D     | Matteo Abbate      |
| 7  | Romania (bandiera) | C     | Bogdan Pătrașcu    |
| 8  | Italia (bandiera)  | C     | Luigi Riccio       |
| 9  | Italia (bandiera)  | A     | Giacomo Cipriani   |
| 10 | Italia (bandiera)  | A     | Ciro De Cesare     |
| 10 | Italia (bandiera)  | A     | Corrado Colombo    |
| 11 | Italia (bandiera)  | C     | Giorgio Lucenti    |
| 12 | Italia (bandiera)  | P     | Marco Serena       |
| 13 | Italia (bandiera)  | D     | Stefano Fattori    |
| 14 | Italia (bandiera)  | C     | Andrea Tagliaferri |
| 17 | Italia (bandiera)  | C     | Salvatore Miceli   |
| 18 | Italia (bandiera)  | D     | Antonio Bocchetti  |
| 19 | Italia (bandiera)  | C     | Emanuele D'Anna    |

| N. |                      | Ruolo | Calciatore                |
| -- | -------------------- | ----- | ------------------------- |
| 20 | Ghana (bandiera)     | C     | Mark Edusei               |
| 21 | Italia (bandiera)    | A     | Daniele Cacia             |
| 22 | Italia (bandiera)    | P     | Davide Bagnacani          |
| 23 | Italia (bandiera)    | C     | Gabriele Ambrosetti       |
| 24 | Italia (bandiera)    | D     | Amedeo Mangone (capitano) |
| 25 | Uruguay (bandiera)   | D     | Leonardo Migliónico       |
| 27 | Argentina (bandiera) | D     | Hugo Campagnaro           |
| 28 | Italia (bandiera)    | C     | Luca Minopoli             |
| 30 | Nigeria (bandiera)   | A     | Ibrahim Babatunde         |
| 31 | Italia (bandiera)    | P     | Matteo Mozzoni            |
| 33 | Italia (bandiera)    | C     | Emiliano Tarana           |
| 55 | Italia (bandiera)    | D     | Filippo Cristante         |
| 77 | Italia (bandiera)    | D     | Gianluca Lamacchi         |
| 90 | Italia (bandiera)    | A     | Luigi Beghetto            |
| 99 | Italia (bandiera)    | P     | Matteo Guardalben         |

## Calciomercato[6]

### Sessione estiva
| Acquisti | Acquisti            | Acquisti        | Acquisti              |
| R.       | Nome                | da              | Modalità              |
| -------- | ------------------- | --------------- | --------------------- |
| P        | Davide Bagnacani    | Roma            | riscatto comproprietà |
| D        | Andrea Barzagli     | Ascoli          | fine prestito         |
| D        | Antonio Bocchetti   | Napoli          | comproprietà          |
| D        | Hugo Campagnaro     | Deportivo Morón | riscatto              |
| D        | Stefano Di Fiordo   | Roma            | riscatto comproprietà |
| D        | Stefano Fattori     | Torino          | svincolato            |
| D        | Leonardo Migliónico | JJ Urquiza      | definitivo            |
| D        | Ruggero Radice      | Siena           | definitivo            |
| D        | Paolo Tramezzani    | Atalanta        | fine prestito         |
| C        | Gabriele Ambrosetti | Chelsea         | svincolato            |
| C        | Emanuele D'Anna     | Milan           | comproprietà          |
| C        | Mark Edusei         | Sampdoria       | prestito              |
| C        | Giorgio Lucenti     | Cagliari        | svincolato            |
| C        | Salvatore Miceli    | Sampdoria       | fine prestito         |
| C        | Marco Stella        | Ascoli          | fine prestito         |
| C        | Andrea Tagliaferri  | Pro Vercelli    | fine prestito         |
| C        | Emiliano Tarana     | Ancona          | definitivo            |
| A        | Luigi Beghetto      | Chievo          | definitivo            |
| A        | Daniele Cacia       | SPAL            | fine prestito         |
| A        | Giacomo Cipriani    | Bologna         | prestito              |

| Cessioni | Cessioni             | Cessioni        | Cessioni                            |
| R.       | Nome                 | a               | Modalità                            |
| -------- | -------------------- | --------------- | ----------------------------------- |
| P        | Maurizio Franzone    |                 | svincolato                          |
| P        | Simone Paoletti      | Roma            | riscatto comproprietà               |
| D        | Andrea Barzagli      | Chievo          | comproprietà                        |
| D        | Nicola Boselli       |                 | svincolato                          |
| D        | Stefano Di Fiordo    | Rimini          | comproprietà                        |
| D        | Sjarhej Hurėnka      | Parma           | fine prestito                       |
| D        | Gianluca Lamacchi    | Genoa           | definitivo                          |
| D        | Nicola Mora          | Bari            | riscatto comproprietà               |
| D        | Alessandro Rinaldi   | Atalanta        | fine prestito                       |
| D        | Vittorio Tosto       | Napoli          | comproprietà                        |
| D        | Paolo Tramezzani     |                 | svincolato                          |
| C        | Davide Baiocco       | Juventus        | fine prestito                       |
| C        | Elia Chianese        | Pizzighettone   | prestito                            |
| C        | Sandro Cois          | Sampdoria       | fine prestito                       |
| C        | Eusebio Di Francesco | Ancona          | definitivo                          |
| C        | Claudio Ferrarese    | Napoli          | fine prestito                       |
| C        | Marco Marchionni     | Parma           | fine prestito                       |
| C        | Dario Marcolin       | Napoli          | riscatto (0 €)                      |
| C        | Enzo Maresca         | Juventus        | riscatto comproprietà (3 milioni €) |
| C        | Marco Stella         | Pescara         | comproprietà                        |
| A        | Ciro De Cesare       | Palmese         | definitivo                          |
| A        | Dario Hübner         | Ancona          | svincolato                          |
| A        | Mauro Óbolo          | Vélez Sarsfield | fine prestito                       |
| A        | Alfredo Vitolo       | Roma            | riscatto comproprietà               |
| A        | Francesco Zerbini    | Sambenedettese  | prestito                            |

### Sessione invernale
| Acquisti | Acquisti          | Acquisti       | Acquisti      |
| R.       | Nome              | da             | Modalità      |
| -------- | ----------------- | -------------- | ------------- |
| C        | Luca Minopoli     | Pescara        | prestito      |
| A        | Corrado Colombo   | Sampdoria      | prestito      |
| A        | Francesco Zerbini | Sambenedettese | fine prestito |

| Cessioni | Cessioni           | Cessioni | Cessioni      |
| R.       | Nome               | a        | Modalità      |
| -------- | ------------------ | -------- | ------------- |
| C        | Andrea Tagliaferri | Legnano  | definitivo    |
| A        | Giacomo Cipriani   | Bologna  | fine prestito |
| A        | Francesco Zerbini  | Perugia  | prestito      |

## Risultati

### Campionato

#### Girone di andata
| Arbitro: | Cassarà (Palermo) |

|                     |           |  |
| Cipriani 42’ (rig.) | Marcatori |  |

| Arbitro: | Cruciani (Pesaro) |

|          |           |                |
| Toni 63’ | Marcatori | 90+1’ Beghetto |

| Piacenza 9 settembre 2003, ore 20:30 3ª giornata | Piacenza            | 0 – 0 | Atalanta | Stadio Leonardo Garilli\| Arbitro: \| De Marco (Chiavari) \| |
| Arbitro:                                         | De Marco (Chiavari) |       |          |                                                              |

| Arbitro: | Gabriele (Frosinone) |

|                    |           |            |
| Dionigi 13’ (rig.) | Marcatori | 41’ Riccio |

| Arbitro: | Farina (Novi Ligure) |

|            |           |  |
| Tarana 34’ | Marcatori |  |

| Arbitro: | Cruciani (Pesaro) |

|                 |           |              |
| Riganò 42’, 81’ | Marcatori | 22’ Patrascu |

| Arbitro: | Castellani (Verona) |

|                  |           |                          |
| Makinwa 60’, 80’ | Marcatori | 37’ Riccio 45+2’ Lucenti |

| Arbitro: | Rizzoli (Bologna) |

|              |           |  |
| Cipriani 32’ | Marcatori |  |

| Arbitro: | Dattilo (Locri) |

|                        |           |  |
| Zaniolo 28’ Rezaei 50’ | Marcatori |  |

| Arbitro: | Girardi (San Donà di Piave) |

|                              |           |  |
| Beghetto 39’ Bocchetti 90+4’ | Marcatori |  |

| Arbitro: | Tombolini (Ancona) |

|                                          |           |  |
| Sedivec 13’ Del Vecchio 35’ Oliveira 74’ | Marcatori |  |

| Arbitro: | Carlucci (Molfetta) |

|                     |           |  |
| Beghetto 80’ (rig.) | Marcatori |  |

| Bergamo 9 novembre 2003, ore 15:00 13ª giornata | AlbinoLeffe                 | 0 – 0 | Piacenza | Stadio Atleti Azzurri d'Italia\| Arbitro: \| Girardi (San Donà di Piave) \| |
| Arbitro:                                        | Girardi (San Donà di Piave) |       |          |                                                                             |

| Arbitro: | Messina (Bergamo) |

|            |           |  |
| Calaiò 33’ | Marcatori |  |

| Arbitro: | Carlucci (Molfetta) |

|            |           |         |
| Miceli 43’ | Marcatori | 27’ Piá |

| Arbitro: | Morganti (Ascoli Piceno) |

|  |           |                           |
|  | Marcatori | 21’ D'Anna 51’ Campagnaro |

| Arbitro: | Preschern (Mestre) |

|                         |           |  |
| Riccio 40’ Cipriani 55’ | Marcatori |  |

| Arbitro: | Saccani (Mantova) |

|                          |           |  |
| Zampagna 17’ Jiménez 57’ | Marcatori |  |

| Arbitro: | Dattilo (Locri) |

|                                |           |  |
| Riccio 57’ Beghetto 73’ (rig.) | Marcatori |  |

| Arbitro: | De Marco (Chiavari) |

|                                    |           |              |
| Riccio 14’ Beghetto 46’ Tarana 52’ | Marcatori | 55’ Adailton |

| Arbitro: | Castellani (Verona) |

|                           |           |  |
| Vanigli 72’ Ruotolo 90+5’ | Marcatori |  |

| Arbitro: | De Marco (Chiavari) |

|               |           |  |
| Lucenti 90+2’ | Marcatori |  |

| Arbitro: | De Santis (Roma) |

|            |           |                |
| Foglio 69’ | Marcatori | 41’ C. Colombo |

#### Girone di ritorno
| Arbitro: | Rizzoli (Bologna) |

|  |           |                |
|  | Marcatori | 44’ C. Colombo |

| Arbitro: | Paparesta (Bari) |

|                          |           |                      |
| Lucenti 42’ Beghetto 89’ | Marcatori | 49’ Toni 81’ Nastase |

| Arbitro: | Giannoccaro (Lecce) |

|  |           |              |
|  | Marcatori | 18’ Beghetto |

| Arbitro: | Rizzoli (Bologna) |

|                          |           |                           |
| Beghetto 45+1’ Cacia 79’ | Marcatori | 42’, 73’ Tosto 86’ Zanini |

| Venezia 22 febbraio 2004, ore 15:00 28ª giornata | Venezia           | 0 – 0 | Piacenza | Stadio Pierluigi Penzo\| Arbitro: \| Cassarà (Palermo) \| |
| Arbitro:                                         | Cassarà (Palermo) |       |          |                                                           |

| Arbitro: | Morganti (Ascoli Piceno) |

|                           |           |  |
| C. Colombo 55’ Tarana 79’ | Marcatori |  |

| Arbitro: | Cruciani (Pesaro) |

|             |           |                |
| Lucenti 19’ | Marcatori | 66’ Carparelli |

| Salerno 7 marzo 2004, ore 20:30 31ª giornata | Salernitana              | 0 – 0 | Piacenza | Stadio Arechi\| Arbitro: \| Morganti (Ascoli Piceno) \| |
| Arbitro:                                     | Morganti (Ascoli Piceno) |       |          |                                                         |

| Arbitro: | Cassarà (Palermo) |

|                |           |  |
| Beghetto 90+3’ | Marcatori |  |

| Arbitro: | Giannoccaro (Lecce) |

|                  |           |            |
| Ganci 89’ (rig.) | Marcatori | 7’ Fattori |

| Piacenza 21 marzo 2004, ore 15:00 34ª giornata | Piacenza                    | 0 – 0 | Catania | Stadio Leonardo Garilli\| Arbitro: \| Girardi (San Donà di Piave) \| |
| Arbitro:                                       | Girardi (San Donà di Piave) |       |         |                                                                      |

| Trieste 26 marzo 2004, ore 20:30 35ª giornata | Triestina       | 0 – 0 | Piacenza | Stadio Nereo Rocco\| Arbitro: \| Brighi (Cesena) \| |
| Arbitro:                                      | Brighi (Cesena) |       |          |                                                     |

| Piacenza 3 aprile 2004, ore 20:30 36ª giornata | Piacenza          | 0 – 0 | AlbinoLeffe | Stadio Leonardo Garilli\| Arbitro: \| Bergonzi (Genova) \| |
| Arbitro:                                       | Bergonzi (Genova) |       |             |                                                            |

| Arbitro: | Brighi (Cesena) |

|                         |           |            |
| Riccio 50’ Beghetto 64’ | Marcatori | 73’ Calaiò |

| Ascoli Piceno 17 aprile 2004, ore 20:30 38ª giornata | Ascoli            | 0 – 0 | Piacenza | Stadio Cino e Lillo Del Duca\| Arbitro: \| Bergonzi (Genova) \| |
| Arbitro:                                             | Bergonzi (Genova) |       |          |                                                                 |

| Arbitro: | Farina (Novi Ligure) |

|                     |           |                           |
| Beghetto 49’ (rig.) | Marcatori | 45’ (rig.) Zola 47’ Suazo |

| Arbitro: | Preschern (Mestre) |

|                |           |                                |
| Capparella 83’ | Marcatori | 10’ C. Colombo 47’, 67’ D'Anna |

| Arbitro: | M. Mazzoleni (Bergamo) |

|                                |           |                |
| D'Anna 63’ Beghetto 77’ (rig.) | Marcatori | 78’ Borgobello |

| Arbitro: | Tombolini (Ancona) |

|                                                           |           |                          |
| Walem 12’ Mezzano 65’ Ferrante 77’ (rig.) Fernandez 90+2’ | Marcatori | 41’, 51’ (rig.) Beghetto |

| Arbitro: | Collina (Viareggio) |

|                                       |           |  |
| Turati 9’ Adailton 59’ Papa Waigo 84’ | Marcatori |  |

| Arbitro: | Pieri (Genova) |

|                |           |                                         |
| Beghetto 90+3’ | Marcatori | 49’ Ruotolo 57’ Melara 88’ C. Lucarelli |

| Arbitro: | Dondarini (Finale Emilia) |

|                       |           |                |
| Motta 50’ Lipatin 89’ | Marcatori | 67’ Campagnaro |

| Arbitro: | Carlucci (Molfetta) |

|                                                  |           |                                             |
| Riccio 11’ Tarana 14’ Lucenti 20’ Ambrosetti 57’ | Marcatori | 27’, 37’ Milito 49’ M. Rossi 77’ Bjelanovic |

### Coppa Italia
| Arbitro: | De Marco (Chiavari) |

|                                  |           |  |
| Tarana 50’ (rig.) Cipriani 90+4’ | Marcatori |  |

| 26 agosto 2003 2ª giornata | Cagliari | – non disputata | Piacenza |  |

| 5 settembre 2003 3ª giornata | Pro Patria | 3 – 0 Non disputata | Piacenza |  |

## Statistiche

### Statistiche di squadra[28]
| Competizione | Punti | Totale | Totale | Totale | Totale | Totale | Totale | DR |
| Competizione | Punti | G      | V      | N      | P      | Gf     | Gs     | DR |
| ------------ | ----- | ------ | ------ | ------ | ------ | ------ | ------ | -- |
| Serie B      | 68    | 46     | 17     | 17     | 12     | 50     | 47     | +3 |
| Coppa Italia |       | 1      | 1      | 0      | 0      | 2      | 0      | +2 |
| Totale       | -     | 47     | 18     | 17     | 12     | 52     | 47     | +5 |

### Statistiche dei giocatori[6]
| Giocatore     | Serie B  | Serie B | Coppa Italia | Coppa Italia | Totale   | Totale |
| Giocatore     | Presenze | Reti    | Presenze     | Reti         | Presenze | Reti   |
| ------------- | -------- | ------- | ------------ | ------------ | -------- | ------ |
| M. Abbate     | 12       | 0       | 0            | 0            | 12       | 0      |
| G. Ambrosetti | 27       | 1       | 1            | 0            | 28       | 1      |
| I. Babatunde  | 3        | 0       | 0            | 0            | 3        | 0      |
| D. Bagnacani  | 1        | -4      | 0            | 0            | 1        | -4     |
| L. Beghetto   | 41       | 15      | 1            | 0            | 42       | 15     |
| A. Bocchetti  | 24       | 1       | 1            | 0            | 25       | 1      |
| D. Cacia      | 13       | 1       | 0            | 0            | 13       | 1      |
| H. Campagnaro | 22       | 2       | 1            | 0            | 23       | 2      |
| G. Cipriani   | 20       | 3       | 1            | 1            | 21       | 4      |
| C. Colombo    | 23       | 4       | -            | -            | 23       | 4      |
| F. Cristante  | 39       | 0       | 1            | 0            | 40       | 0      |
| E. D'Anna     | 28       | 4       | 0            | 0            | 28       | 4      |
| M. Edusei     | 22       | 0       | 0            | 0            | 22       | 0      |
| S. Fattori    | 42       | 1       | 0            | 0            | 42       | 1      |
| M. Guardalben | 24       | -26     | 0            | -0           | 24       | -26    |
| G. Lucenti    | 44       | 5       | 1            | 0            | 45       | 5      |
| A. Mangone    | 36       | 0       | 1            | 0            | 37       | 0      |
| S. Miceli     | 39       | 1       | 1            | 0            | 40       | 1      |
| L. Minopoli   | 5        | 0       | -            | -            | 5        | 0      |
| P. Orlandoni  | 12       | -16     | 0            | -0           | 12       | -16    |
| B. Patrascu   | 28       | 1       | 1            | 0            | 29       | 1      |
| R. Radice     | 34       | 0       | 1            | 0            | 35       | 0      |
| L. Riccio     | 45       | 7       | 1            | 0            | 46       | 7      |
| E. Tarana     | 37       | 4       | 1            | 1            | 38       | 5      |